# Чанцин
Чанци́н (кит. упр. 长清, пиньинь Chángqīng) — район городского подчинения города субпровинциального значения Цзинань провинции Шаньдун (КНР). Название района образовано из иероглифов, входящих в названия двух значительных объектов на его территории: Циской Великой стены (Цичанчэн) и реки Циншуй.

## История
В эпохи Вёсен и Осеней и Сражающихся Царств эта территория входила в состав  княжества Ци. В 685 году до н. э. Ци начало строить здесь оборонительное сооружение, известное как Циская Великая стена.
Когда царство Цинь завоевало все остальные царства, и создало первое в истории Китая единое централизованное государство, то эти земли вошли в состав уезда Лусянь (卢县). При династии Хань они оказались разделены между уездами Лусянь, Чисянь (茌县) и Чжухэ (祝阿县).
При империи Суй в 594 году был создан уезд Чанцин (长清县). При империи Тан к нему были присоединены уезды Фэнци (丰齐县), Чжухэ и Цзибэй (济北县).
В 1950 году был образован Специальный район Тайань (泰安专区), и уезд вошёл в его состав.
В 1956 году часть уезда, лежащая западнее реки Хуанхэ, была присоединена к уезду Цихэ.
В 1959 году Специальный район Тайань был расформирован. Уезд Чанцин также был расформирован, а его территория была разделена между уездами Личэн, Фэйчэн и Пинъинь. В 1961 году уезд Чанцин был воссоздан. В 1978 году был передан под юрисдикцию Цзинаня.
В соответствии с постановлением Госсовета КНР от 26 июня 2001 года уезд Чанцин был с 2002 года преобразован в район городского подчинения.

## Административное деление
Район делится на 4 уличных комитета и 6 посёлков .